# Euporus plagiatus
Euporus plagiatus là một loài bọ cánh cứng trong họ Cerambycidae.